# New Jersey & New York Railroad
 (juin 2020).
Si vous disposez d'ouvrages ou d'articles de référence ou si vous connaissez des sites web de qualité traitant du thème abordé ici, merci de compléter l'article en donnant les références utiles à sa vérifiabilité et en les liant à la section « Notes et références ».
Le New Jersey and New York Railroad (sigle de l'AAR : NJ&NY) était un chemin de fer américain de classe I, créé en 1880, qui exploitait une ligne de train entre Rutherford (dans le New Jersey) et Haverstraw (dans l’État de New York),.
De nos jours, la plus grande partie de sa route est utilisée par le train de banlieue de la Pascack Valley Line, géré par le New Jersey Transit. Par contre les sections située dans l’État de New York au nord de Spring Valley et jusqu’à Haverstraw et New City ne sont plus en service.

## Histoire

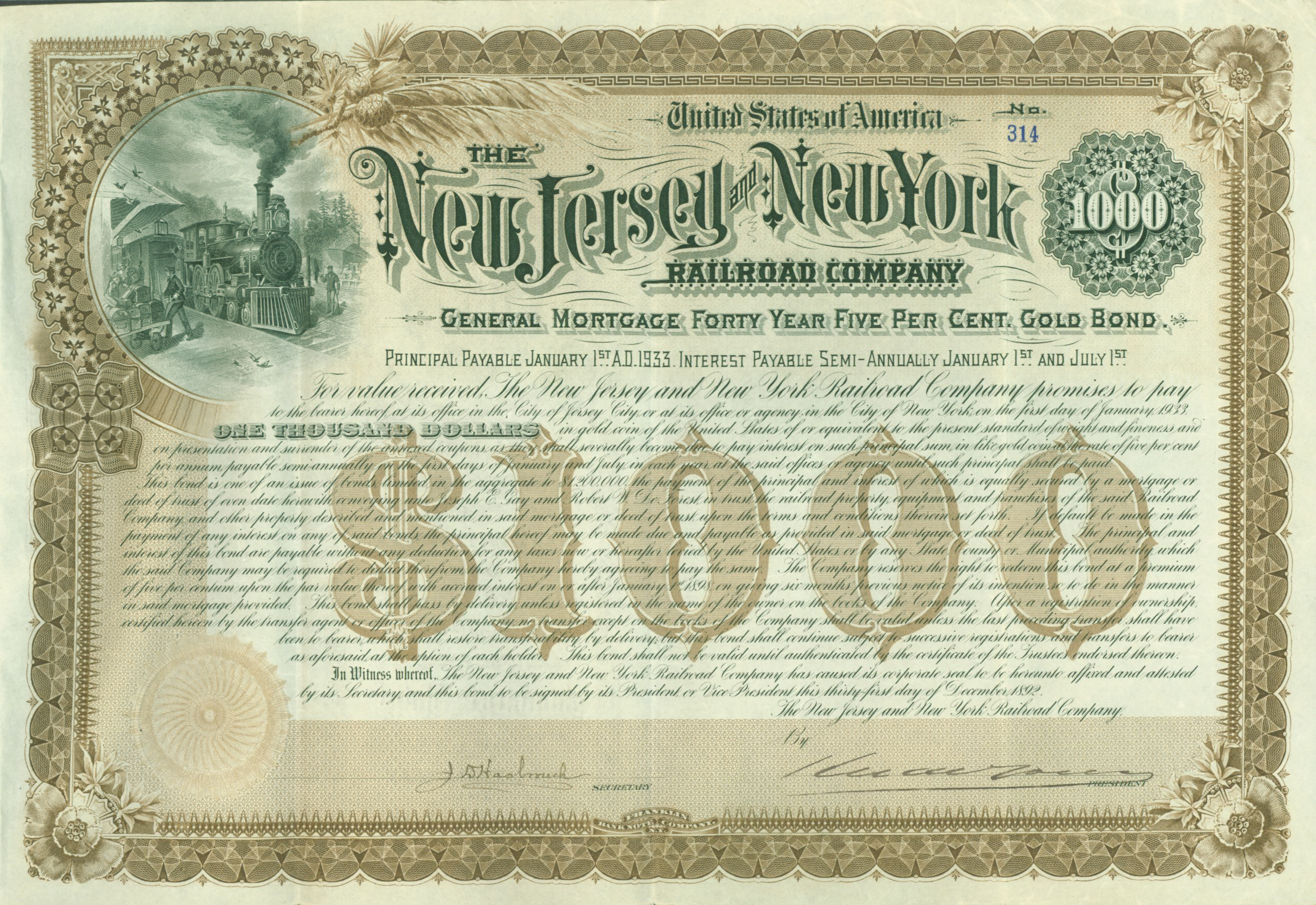
Obligation du New Jersey & New York Railroad Company en date du 31 décembre 1892.

L'ancêtre de cette compagnie fut créé en 1856 sous le nom de Hackensack and New York Railroad (H&NY). Il relia Rutherford à Hackensack, New Jersey. 
En 1866 sous le commandement de David P. Patterson la compagnie fut rebaptisée Hackensack and New York Extension Railroad et prolongea sa ligne au nord de Hackensack. Il arriva à Hillsdale en 1869, et installa son quartier général dans la nouvelle gare. L'année suivante il atteignit   Haverstraw, New York. En 1873, la ligne desservait le village de West Haverstraw. La compagnie adopta le nom de New Jersey and New York Railroad en 1880. La ligne finit par arriver au village de Haverstraw en 1887. 
Le NJ&NY fut loué pour une durée de 99 ans par l'Erie Railroad en 1896. Le NJ&NY continua d'exister comme filiale de l'Erie jusqu'en 1960, date de la fusion de l'Erie Railroad et du Delaware, Lackawanna and Western Railroad qui donna naissance à l'Erie Lackawanna Railroad (EL). L'EL se réorganisa le 1er mars 1968 sous le nom de Erie Lackawanna Railway. 
Cependant, la crise économique de la côte est des États-Unis, résultant du choc pétrolier de 1973, annula tout espoir d'indépendance de l'EL. En 1976 l'Erie Lackawanna fusionna avec le Penn Central, l'Ann Arbor Railroad, le Lehigh Valley Railroad, la Reading Company, le Central Railroad of New Jersey, et le Lehigh and Hudson River Railway pour constituer Conrail.
En 1983, après avoir été exploité par Conrail durant plusieurs années, l'exploitation de la Pascack Valley Line fut transférée à la compagnie New Jersey Transit. The segments of the two former railroad lines in New York: north of Spring Valley to Haverstraw and north of Nanuet to New City; are no longer in service. Par contre les sections située dans l’État de New York au nord de Spring Valley et jusqu’à Haverstraw, et du nord de Nanuet jusqu'à New City ne sont plus en service.

## Gares
Une gare typique du NJ&NY dans les années 1900 ou 1910 avait un pignon ou un toit en croupe. La gare la plus grande et la plus élaborée était celle de Hillsdale qui servait également de quartier général ; son architecture était un mélange de style Second Empire et Stick-Eastlake.